# Franko Hölzig
Franko Hölzig (* 24. September 1965 in Lommatzsch) ist ein ehemaliger deutscher Volleyball-Nationalspieler.
Franko Hölzig spielte in der DDR für den TSC Berlin und den SC Dynamo Berlin und seit 1983 in der Nationalmannschaft. Er war der erste ehemalige DDR-Nationalspieler, der das Trikot der DVV-Auswahl trug. Insgesamt spielte er 239 Mal für die A-Nationalmannschaft (davon 135 Mal für die DDR). Sowohl mit dem TSC Berlin als auch mit dem SC Dynamo Berlin wurde er DDR-Meister und FDGB-Pokalsieger. Mit dem SCC Berlin wurde er Deutscher Meister und Deutscher Pokalsieger.
Hölzig ist heute Landestrainer im Volleyball-Verband Berlin. Seine Kinder Max und Annegret spielen ebenfalls erfolgreich Volleyball.